# Naissance en 1231
Naissance
- 1227
- 1228
- 1229
- 1230
- 1231
- 1232
- 1233
- 1234
- 1235

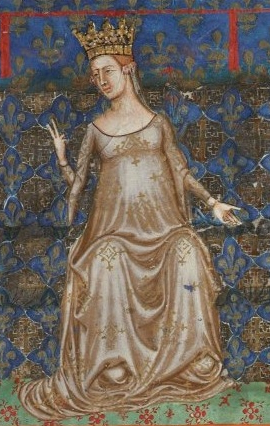
Béatrice de Provence, née en 1231.

Cette page dresse une liste de personnalités nées au cours de l'année 1231 :
- 17 mars : Shijō, 87e empereur du Japon.

- Béatrice de Provence, comtesse de Provence et de Forcalquier puis reine de Naples et de Sicile.
- Jean de Bourgogne, sire de Bourbon et comte de Charolais.
- Roger Mortimer (1er baron Mortimer), corégent du Royaume d'Angleterre à la mort d'Henri III d'Angleterre.
- Guo Shoujing, astronome chinois, ingénieur, et mathématicien chinois.
- Walter de Geroldseck, évêque de Strasbourg.
- John de Warenne (6e comte de Surrey).

date incertaine (vers 1231)
- Henri III de Brabant, duc de Brabant.